# Historické cesty v českých zemích
Poloha ve středu Evropy předurčovala české země k tomu, aby byly již odedávna křižovatkou významných obchodních cest. Mezi nejvýznamnější patřila  severojižní Jantarová stezka, vedoucí od Baltského k Jaderskému moři, procházející přes české země podél řeky Odry, Moravskou branou a následně podél řeky Moravy. Druhou významnou osou byla západovýchodní linie, složená z Řezenské cesty a zjm. Trstenické cesty, jež byly významnými úseky transkontinentální spojnice vedoucí ze západní do východní Evropy s návazností do Asie. Po husitských válkách byla tato západovýchodní spojnice nahrazena alternativní severní trasou Via Regia a Podunajskou trasou.
Na území Čech se většina dálkových stezek paprskovitě rozbíhala z přirozeného centra české kotliny – Prahy – k hranicím země. Na Moravě a v českém Slezsku, které na rozdíl od Čech neměly jedno hlavní centrum, ať již geografické či správní – se křižovatka většiny dálkových stezek patrně nacházela u soutoku řeky Moravy s řekami Jihlavou a Dyjí.

## Stezky v Čechách
Položíme-li pomyslný střed do Prahy a začneme od severu po směru hodinových ručiček, bude seznam hlavních stezek následující:
- Stará pražská cesta (též Česká stezka, Budyšín – Praha)

- Nisko-Jizerská stezka

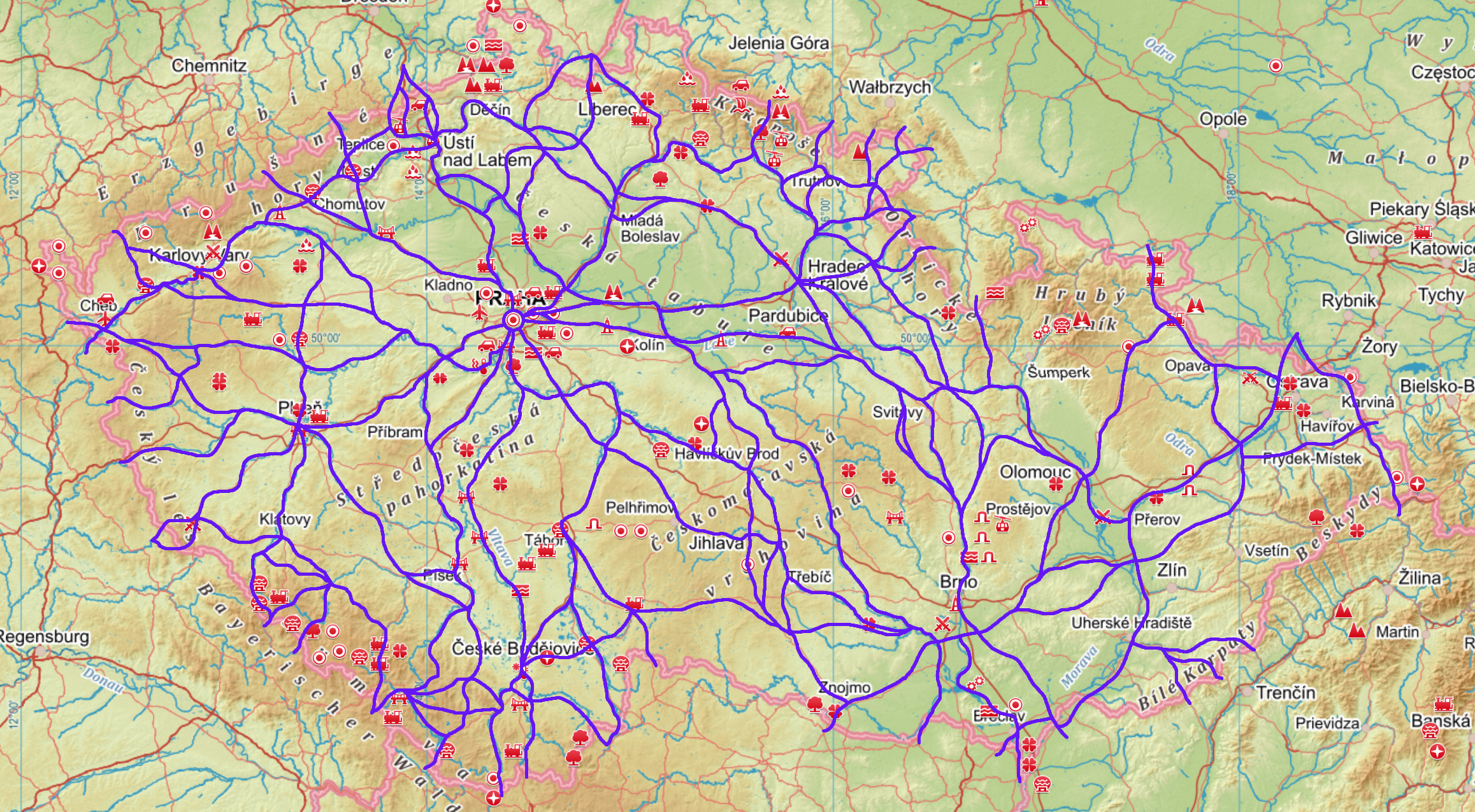
Nejvýznamnější zemské stezky na území ČR

- Polská stezka (zvaná též Kladská nebo Náchodská)
- Trstenická (zvaná též Česká stezka)
- Libická stezka (též Žďárská stezka, Čáslav – Brno)
- Haberská stezka (zvaná též Habrská, Čáslav – Znojmo)
- Vitorazská stezka
- Linecká stezka
- Zlatá stezka (zvaná též Pasovská, Prachatická, Česká nebo Solná)[2]
- Řezenská cesta (zvaná též Česká cesta) - nejvýznamnější spojnice Podunají a české kotliny (Praha - Beroun - Starý Plzenec - Dobřany - Domažlice - Cham - Řezno)
- Norimberská cesta (později zvaná též Zlatá cesta) – ((Praha – Beroun – Rokycany – Kladruby - Tachov (severní větev), nebo Přimda (jižní větev) - Norimberk)
- Zbečensko-Křivoklátská stezka – středověká královská cesta mezi Prahou a Křivoklátem (Praha – Hostivice – Unhošť – Horní Bezděkov – Bratronice[3] – Běleč – Sýkořice – Zbečno – Křivoklát)
- Sedlecká stezka – dálková cesta z Prahy na západ (Franská větev na Cheb a Erfurtská větev)
  - Tachovská stezka – odbočka z Chebské cesty (Teplá – Planá – Tachov) a dále
  - Chebská stezka (Franská větev Sedlecké stezky) – (Rakovník – Žlutice – Cheb)
  - Erfurtská stezka (Erfurtská větev Sedlecké stezky)
- Mostecká stezka starší a mladší
- Srbská stezka (zvaná též Chlumecká)
- Solní stezka (Praha – Stebno – Hostovice – Ústí n. L. – Nakléřovský průsmyk)[4]

Jiný zdroj

jmenuje jako nejdůležitější kolem 9. století tyto cesty:
- Domažlická cesta (též Řezenská cesta, Řezno – Cham - Furth im Wald - Domažlice - Starý Plzenec - Praha)
- Zlatá stezka (Halle – Lipsko – Rakovník – Praha) – není totožná s Pasovskou zlatou stezkou!
- Trstenická stezka (Brno – Litomyšl – Kouřim)
- Olomoucká stezka (Vídeň – Znojmo – Čáslav)

Některé z cest byly později takzvaně nucené, obchodníci se od nich nesměli odchylovat.
V období starověku vedla přes území Bójů (dnešní Česko) Jantarová stezka od Baltského moře k Jaderskému.